# جیمی گلاور
جیمی گلاور (انگلیسی: Jamie Glover؛ زادهٔ ۱۰ ژوئیهٔ ۱۹۶۹) بازیگر اهل بریتانیا است. وی از سال ۱۹۸۰ میلادی تاکنون مشغول فعالیت بوده‌است.
از فیلم‌ها یا برنامه‌های تلویزیونی که وی در آن نقش داشته‌است، می‌توان به هری پاتر و فرزند نفرین‌شده، دکتر هو، تلفات، آدمکشان میدسامر، ترفندهای نو، یوسف، شهر هالبی، نمایش امروز، پدر براون و آب‌سنگ اشاره کرد.
وی همچنین صداپیشه چند بازی ویدئویی همچون هری پاتر و زندانی آزکابان، عصر اژدها: ریشه‌ها، عصر اژدها: ریشه‌ها - بیداری، عصر اژدها ۲، جنگ ستارگان: جمهوری قدیم، اساسینز کرید: وحدت و بتلفیلد ۱ بوده‌است.